# Пхакарам

Малаяли акшарамал

Пхакарам (малаял. ഫകാരം) — ഫ, пха, 35-я буква буквенно-слогового алфавита малаялам, обозначает придыхательный глухой губно-губной взрывной согласный. Произносится как പ но с придыханием. Акшара-санкхья — 2 (два).
Кроме того, грамматика малаямского языка предостерегает от смешивания букв ഘ, ല, ഥ, പ, ഫ, ഷ, പി.
Символ юникода U+0D2B.